# Diagnosis related group
Pour les articles homonymes, voir DRG.

Le diagnosis related group (DRG) (traduction libre : « groupe homogène de diagnostic ») est un système de classification hospitalier américain.
Ce système, à l'origine de la tarification à l'activité depuis 2004 en France, a été employé en Amérique du Nord, depuis 1983, pour déterminer combien l'assurance-maladie paye aux établissements de santé. Ce système est très largement diffusé en Europe depuis une vingtaine d'années.
L'objectif original des DRG était de développer un système de classification séparant les patients :
- avec leur traitement en groupes définis cliniquement (regrouper les patients en groupes homogènes sur le plan médical) ;
- et les coûts de traitement comparables (consommation de ressources de chaque hospitalisation).

Les DRG ne sont pas, dans la majorité des cas, utilisés à des fins financières, mais servent avant tout à rendre l'activité lisible, et transparente. L'amélioration de la qualité des soins et le benchmarking (en français, étalonnage) ont également incité les hospitaliers européens à introduire les DRG.
Les données du DRG sont basées sur les résumés de sortie standardisé (RSS) comprenant :
- les données administratives : âge, sexe, situation familiale, mode d'entrée & de sortie, DMS, etc.
- les codes diagnostiques (CIM-10).

Exemple de DRG en France : groupes homogènes de malades (GHM). Au Québec, les APR-DRG (All Patient Refined Diagnosis Related Groups) sont utilisés.